# Tmesisternus pulvereus
Tmesisternus pulvereus là một loài bọ cánh cứng trong họ Cerambycidae.